# Exciton

En så kallad Frenkelexciton, ett bundet elektron-hål-par där hålet är fixt i kristallen.

En exciton är ett av elektrostatisk kraft bundet tillstånd av en elektron och ett hål. Det är en elektriskt neutral kvasipartikel som existerar i isolatorer och halvledare.
En exciton skapas genom att en foton exciterar en elektron från valensbandet upp till ledningsbandet. Den lämnar efter sig ett positivt hål i valensbandet, som den attraheras till. Det bundna tillståndet har kvantifierade energinivåer som en väteatom, även om excitonens bindningsenergier är betydligt lägre. Detta beror dels på att permittiviteten är materialets i stället för vakuum och att hänsyn måste tas till den effektiva massan av elektron-hål-paret.